# Nádory hlavových nervů
Nádory hlavových nervů zkr. PNST jako peripheral nerve sheath tumor jsou tumory nervového systému, které napadají myelin, který obaluje nervová vlákna. Mezi hlavní druhy patří neurinom, neurofibrom a maligní nádory nervových pochev. Jsou odvozeny z nádorově transformované periferní glie (Schwannovy buňky), fibroblastů a buněk perineuria.